# San Carlos Airport (flygplats i Argentina)
San Carlos Airport är en flygplats i Argentina. Den ligger i den centrala delen av landet, 1 000 km väster om huvudstaden Buenos Aires. San Carlos Airport ligger 940 meter över havet.
Terrängen runt San Carlos Airport är huvudsakligen platt. San Carlos Airport ligger nere i en dal. Runt San Carlos Airport är det mycket glesbefolkat, med 2 invånare per kvadratkilometer.. Närmaste större samhälle är San Carlos, 1,1 km väster om San Carlos Airport.
Omgivningarna runt San Carlos Airport är i huvudsak ett öppet busklandskap.